# Álarcos gébics
Az álarcos gébics (Lanius nubicus) a madarak osztályának verébalakúak (Passeriformes) rendjén belül a gébicsfélék (Laniidaee) családjába tartozó faj.

## Rendszerezése
A fajt Martin Hinrich Carl Lichtenstein német ornitológus írta le 1823-ban.

## Előfordulása
Bulgária, Ciprus, Görögország, Észak-Macedónia, Montenegró, Szerbia, Irán, Irak, Izrael, Jordánia, Libanon, Szíria és Törökország területén honos. 
Természetes élőhelyei a szubtrópusi és trópusi lombhullató erdő, szavannák és cserjések, valamint szántóföldek, ültetvények és vidéki kertek. Vonuló faj.

## Megjelenése
Testhossza 19 centiméter, szárnyfesztávolsága 24-26 centiméter, testtömege 50-70 gramm. A hím torka, fara, farok alja, arca és háta krém színű. Tarkója, a szeménél elhelyezkedő csík, szárnya és farka fekete. Szárnya alja sötétebb barna színű.
|  |  |

## Életmódja
Ízeltlábúakkal és kisebb gerincesekkel táplálkozik.

## Szaporodása
Fészkét fára építi. Fészekalja 4–7 tojásból áll.
|  |

## Természetvédelmi helyzete
Az elterjedési területe nagyon nagy, egyedszáma ugyan csökken, de még nem éri el a kritikus szintet. A Természetvédelmi Világszövetség Vörös listáján nem fenyegetett fajként szerepel.